# Portal Domínio Público

Logo do Portal domínio Público

O Portal Domínio Público é uma biblioteca digital editada pelo Ministério da Educação do Brasil, cujo lançamento se deu em 2004, com acervo inicial de 500 obras. Ultrapassou os 198 mil títulos em seu acervo em 2014: 182 mil em arquivos de texto e 15 mil em outras mídias. O acervo é constituído por obras de domínio público ou devidamente cedidas pelos titulares dos direitos autorais.
Organizações internacionais, como o Programa das Nações Unidas para o Desenvolvimento (PNUD), a Organização das Nações Unidas para a Educação, a Ciência e a Cultura (UNESCO) e a Organização Pan-Americana da Saúde (OPAS), têm permitido a reprodução de seus estudos, artigos e publicações.
Ao colocar informações e conhecimentos de forma livre e gratuita, o Portal Domínio Público também busca incentivar o aprendizado, a inovação e a cooperação entre os geradores de conteúdo e usuários, ao mesmo tempo em que pretende induzir a discussão sobre as legislações relacionadas aos direitos autorais – de modo que a preservação de certos direitos incentive outros usos – e haja uma adequação aos novos paradigmas de mudança tecnológica, da produção e do uso de conhecimentos.
Os usuários podem inclusive colaborar com o Portal Domínio Público de diversas formas, que sejam como Voluntário  (digitalizando obras que já se encontram em domínio público), como Autor (cedendo obras de sua autoria), como Parceiro  (cedendo os direitos autorais de obras das quais os detenha) ou como Tradutor (traduzindo obras que já estejam em domínio público.

## Outras bibliotecas digitais

### Bibliotecas digitais brasileiras
- Biblioteca Digital Brasileira de Computação (BDBComp) - UFMG
- Biblioteca Digital Paulo Freire
- NUPILL: Núcleo de Pesquisa em informática literatura e linguística - UFSC
- Biblioteca Digital MetaLibri
- «Biblioteca Digital da Universidade Estadual de Campinas, Brasil, São Paulo»
- Pesquisa Mundi
- Biblioteca Virtual - Brasil Escola
- pribi.com.br - Biblioteca Virtual com clássicos em domínio público

### Bibliotecas digitais portuguesas
- BND - Biblioteca Nacional Digital
- Espaço de obras da BND
- Biblioteca Digital de Estatísticas Oficiais
- Biblioteca Digital da Universidade do Minho
- Biblioteca Digital do ICEP
- Biblioteca Digital da Universidade Aberta
- Biblioteca Digital do Centro de Estudos Galegos
- Biblioteca Digital da Fundação Mário Soares
- Biblioteca Digital Ferroviária
- Biblioteca Digital da Assembleia da República
- Biblioteca do Conhecimento On Line
- Biblioteca On Line em seis idiomas
- Biblioteca Infoeuropa do Centro de Informação Europeia Jacques Delors

### Bibliotecas digitais internacionais
- Biblioteca do Congresso
- Bibliothèque Nationale de France
- Biblioteca Nazionale Centrale di Roma
- Biblioteca Pública de Nova Iorque
- Biblioteca Virtual de Macau
- Project Gutenberg — (em português)
- Royal Library Belgium
- British Digital Library
- German library: German subject catalogue
- Princess Grade Irish Library of Monaco
- Virtual Library
- Cervantes Virtual (em castelhano)
- The European Library (A Biblioteca Europeia)
- Scientific Electronic Library Online